# Angka-Kala
Angka-Kala  (auch Angka qala) ist die Ruine einer Festung im heutigen Usbekistan. Sie liegt etwa zwei Kilometer östlich der Ruinen von Koj-Krylgan-Kala. Die Festung lag im antiken Choresmien.  
Die Festung ist quadratisch im Grundriss und misst 75 × 75 m. Die Festung hat eine Doppelmauer mit einem dazwischen liegenden Wehrkorridor. Die Außenmauer ist etwa 2,4 m stark, die Innenmauer nur 1,2 m.   An den vier Ecken gibt es jeweils einen Turm. Drei weitere Türme befinden sich in der Mitte der Mauer jeweils auf der Nord-Ost, auf der Nord-West und auf der Südwest-Seite. Auf der Südost-Seite befindet sich das Eingangstor, das von zwei weiteren Türmen (8 × 5 m) flankiert wird. Die Ecktürme sind etwa 11 × 11 m groß und sind höher als die eigentliche Mauer erhalten. Sie haben jeweils einen Innenraum, wobei aber die Außenmauer in diesen Raum hineinschneidet. Die Außenmauern der Türme und der Festungsmauern haben Reihen von Schießscharten. Sie haben einen Abstand von etwa 1,3 m und sind 4,3 m über dem Boden angelegt. Etwa vier Meter entfernt von jedem Turm befinden sich in der Mauer überwölbte Öffnungen, deren Funktion ungeklärt ist. Sie sind irgendwann zugemauert worden. Die Innenmauer hat keine Schießscharten und nur ein Tor. Die Lehmziegel der Außenmauern sind 40 × 40 × 10/15 cm groß.
Anhand von Münzfunden kann die Anlage ins 3. bis 4. Jahrhundert n. Chr. datiert werden. Die Anlage wurde am Ende der 1930er Jahre von einer Expedition unter der Leitung von Sergei Pawlowitsch Tolstow entdeckt und daraufhin untersucht und auch vermessen, wobei sich die Untersuchungen vor allem auf die Mauern konzentrierten. In den 1980er Jahren wurde die Anlage nochmals von G'ayratdiyin Xojaniyazov untersucht. Über eine etwaige Innenbebauung ist nichts weiter bekannt. Sie scheint unbebaut gewesen zu sein. Die Funktion der Festung ist nicht sicher, vielleicht schütze sie Karawanenwege und die Grenzen von Choresmien.
In der Mitte der Festung befindet sich ein quadratischer Bau (18 × 18 m), der jedoch viel jünger ist und in das 10.–12. Jahrhundert datiert.